# Бібліотека Кепрюлю
Бібліотека Кепрюлю (Köprülü Kütüphanesi) — перша приватна бібліотека Османської імперії, започаткована представниками роду Кепрюлю.

## Будівля
Зведення бібліотеки пов'язують з ім'ям великих візирів Мехмеда та Фазіла Ахмеда Кепрюлю у період правління султана Мехмеда IV. Будівництво бібліотеки під керівництвом головного придворного архітектора Касим-агі тривало з 1659 до 1667. Будівлю бібліотеки Кепрюлю виконано з каменю й цегли, вона розташована у невеликому саду й з трьох боків оточена вулицями. Купольний дах лежить на восьмикутному «барабані».
З кожного боку будівлі на нижньому рівні розташовані по одному, а на верхньому рівні по два вікна, а на боці навпроти входу на нижньому й верхньому рівнях знаходяться по три вікна. Внутрішній простір будівлі висвітлюється цими вікнами. Над вікнами встановлені шпиці із прямокутними косяками. Косяки, що розташовані на зовнішній стороні, зроблені з вапняку, а внутрішні — з мармуру. Внутрішня поверхня купола і пандантиви прикрашені написами та візерунками. Серед візерунків коричневого, чорного та червоного кольору увагу привертають C — й S-подібні форми. Реставрацію будівлі бібліотеки проводили у 1872 й 1911 роках.

## Наповнення
Під організацію книгосховища було створено спеціальний фонд — «вакіф», тобто «благодійна установа». На момент відкриття бібліотеки Кепрюлю, її персонал складався з двох бібліотекарів, одного палітурника і воротаря. Книги видавалися на тривалий термін не тільки у приватні будинки Стамбула, але навіть в інші провінції імперії. Число пожертвуваних книг від родини Кепрюлю, зокрема Мехмеда, Фазіла Ахмеда, Хафіза Ахмеда й Мехмеда Асіма, було найвищим. Їхня колекція складалася з більш ніж 1 тисячі книг й 2775 рукописів турецькою, арабською та перською мовами, а також 1,5 тисячі друкованих робіт.

## Сьогодення
Вона знаходиться на вулиці Діваниолу, у семте Чемберліташ, навпроти мавзолею султана Махмуда II (історичний округ Еміненю), поряд із комплексом мечеті Мехмеда Кепрюлю.
Усю колекцію описує тритомний каталог, а організація книг й манускриптів виконано за допомогою десяткової класифікації Дьюї. Бібліотека Кепрюлю працює з 08.00 до 17.00 години, окрім понеділка та неділі.